# Heizo Buscher
Heizo Buscher (auch: Heizo Büscher und Heitzo Buscherus und Namensvarianten; * 1. Februar 1564 in Hannover; † 17. oder 18. August 1598 ebenda) war ein deutscher evangelischer Geistlicher, Philosoph, Mathematiker und Autor.

## Leben
Heizo Buscher war ein Sohn des an der Marktkirche Hannovers tätigen Vitus Buscher und entweder Bruder oder Vater des Stats Buscher.
Heizo Buscher besuchte zunächst die städtische Schule seiner Heimatstadt und frequentierte anschließend das Gymnasium in Braunschweig. Seine Studien nahm er 1581 an der Universität Helmstedt auf, wechselte 1586 an die Universität Wittenberg und erwarb sich dort 1587 den akademischen Grad eines Magisters der Philosophie. 1588 betätigte er sich etwa ein Jahr lang als Privatdozent der philosophischen Wissenschaften an der Universität in Helmstedt.
1589 wurde Buscher zum Konrektor der Schule Hannovers bestellt und stieg 1591 zu deren Rektor auf. Unterdessen hatte er bereits Juni 1590 Gertrud Dorgut geheiratet, die Tochter des Helmstädter Bürgers Hermann Dorgut. Dem Ehepaar wurden zwei Töchter und zwei Söhne geboren.
1598 wurde Heitzo Buscherus zum Prediger der Kreuzkirche berufen. Dieses Amt konnte er jedoch kaum 5 Monate ausführen, da er am 17. oder vermutlich 18. August 1598 im Alter von nur 34 Jahren an der Pest starb.

## Schriften (Auswahl)
Buschers Schriften befassen sich zumeist mit Logik. Außerdem war seine „Arithmetica vulgaris“ derart nachgefragt, dass Johannes Bothvidus, Hofprediger von König Gustav Adolf von Schweden, besondere Anmerkungen dazu herausgab. Als Mitverfasser stand Buscher zudem mit zahlreichen zeitgenössischen Persönlichkeiten in Beziehung.
Erhalten sind unter anderem folgende Werke Buschers:
- De ratione solvendi sophismata solide et perspicue ex P. Rami logica deducta et explicata libri duo quibus docetur dialecticam P. Rami, ... ; et praecipua Iohannis Piscatoris, atque aliorum quorundam, inusitatas propositiones tollentium et tropum in verbis coenae constituentium sophismata refellunter De ratione solvendi sophismata solide et perspicue ex P. Rami logica deducta et explicata, Lemgoviae: 1593; Digitalisat der Bayerischen Staatsbibliothek (BSB)
- Fascicvlvs Qvaestionvm Controversarum, De Tropo in verbis Coenae, Proprietatibus essentialibus, Praedicationibus inusitatis : Ex Libris Svperioribvs Extractus, Et Novarum aliquot objectionum solutione auctus, VVitebergae: Andreae Hoffmanni, 1598; Digitalisat der BSB
- Ethicae christianae de sancta sapientia et pietate vera, libri III, Lemgoviae u. a.: Holsterius, 1601